# Han Leune

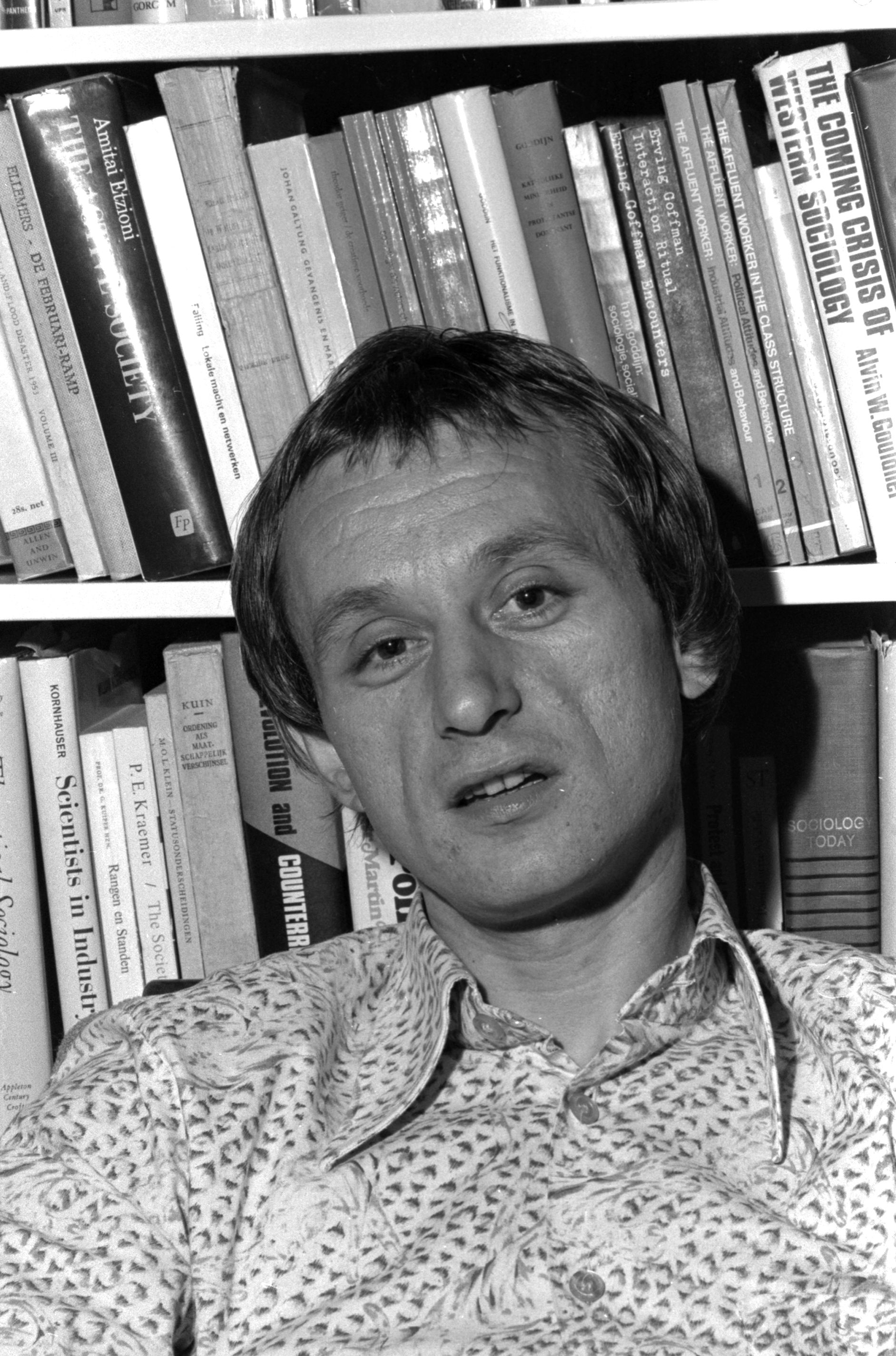
Socioloog dr. J.M.G. Leune. (Foto: Ary Groeneveld / Stadsarchief R'dam, 1976)

Johannes Marinus Gommert Leune (Sint Philipsland, 30 januari 1945) is een Nederlandse socioloog.

## Levensloop
Han Leune werd geboren in Sint Philipsland. Hij studeerde sociologie aan de Nederlandse Economische Hogeschool met als specialisatie sociaal-economisch beleid. In 1968 legde hij aan deze instelling het doctoraalexamen cum laude af. Na zijn afstuderen specialiseerde hij zich in de onderwijssociologie. In 1976 promoveerde hij aan de Erasmus Universiteit Rotterdam (eveneens cum laude) op een onderzoek naar de invloed van lerarenverenigingen op het onderwijsbeleid in Nederland. Op zijn naam staan ruim honderd publicaties over onderwijs en onderwijsbeleid in Nederland. Sedert 2006 publiceert hij overwegend op historisch-sociologisch, regionaal-historisch, vestingbouwkundig, militair-historisch en genealogisch terrein. In 2006 verscheen van zijn hand een zevendelige studie over de geschiedenis van de Scheldeforten Lillo en Liefkenshoek in de periode 1585-1786, in 2009 gevolgd door een supplement. Leune was van 1965 tot februari 2007 verbonden aan de Nederlandse Economische Hogeschool resp. de Erasmus Universiteit Rotterdam, sedert 1980 als hoogleraar sociologie. Na zijn emeritaat is hij als gasthoogleraar met de Erasmus Universiteit verbonden gebleven.
Leune was lid van de Sociaal-Wetenschappelijke Raad van de Koninklijke Nederlandse Akademie van Wetenschappen, lid van diverse beoordelingscommissies van de Stichting voor Onderzoek van het Onderwijs en de Nederlandse Organisatie voor Wetenschappelijk Onderzoek, voorzitter van de redactie van The Netherlands’ Journal of Sociology, voorzitter van de landelijke Stuurgroep Onderwijssociologie, lid van de redactie van Pedagogische Studiën en voorzitter van de Commissie van Advies voor de Onderwijsstatistieken van het Centraal Bureau voor de Statistiek. Naast zijn werk als hoogleraar was hij actief als beleidsadviseur van de Nederlandse overheid. In de periode 1979 tot april 2004 was hij (als voorzitter en lid van commissies en werkgroepen) betrokken bij de totstandkoming van adviezen van de Sociaal-Economische Raad, in het bijzonder op het terrein van het onderwijs- en het arbeidsmarktbeleid. Hij vervulde in deze Raad de functie van plaatsvervangend kroonlid in de periode april 1990 tot april 2004. Van juli 1992 tot januari 2001 was hij voorzitter van de Onderwijsraad. Van april 2003 tot april 2011 was hij voorzitter van de Politieonderwijsraad, eveneens een adviesorgaan van de Nederlandse regering.

## Onderscheidingen
In 2001 werd hij onderscheiden als officier in de Orde van Oranje-Nassau. Wegens zijn verdiensten voor het onderwijs in Rotterdam kende het gemeentebestuur van deze stad hem in 2007 de Wolfert van Borselenpenning toe. Het College van Bestuur van de Erasmus Universiteit Rotterdam eerde hem toen met de toekenning van de Ad Fontespenning. Het Centrum voor Educatieve Dienstverlening te Rotterdam stelde in 2007 een naar hem genoemde penning in die wordt uitgereikt aan een persoon of instantie met grote verdiensten op het terrein van de onderwijsinnovatie. Deze penning werd voor de eerste maal aan Leune toegekend. In 2009 werd de penning uitgereikt aan Prof. Dr. Jaap Dronkers en in 2015 aan Prof. Dr. Paul Leseman. In 2011 werd Han Leune door het College van Bestuur van de Politieacademie onderscheiden met de Academie Award wegens zijn verdiensten als voorzitter van de Politieonderwijsraad. Op 25 mei 2022 werd hij door het College van Burgemeester en Wethouders van Steenbergen benoemd tot ereburger van die gemeente vanwege zijn vele bijdragen aan de geschiedschrijving over Steenbergen.

## Publicaties
Voor zijn digitale publicaties wordt verwezen naar zijn website. Tot zijn gedrukte publicaties behoren:
- Onderwijsbeleid onder druk; een historisch-sociologisch onderzoek naar het opereren van lerarenverenigingen in het Nederlandse onderwijsbestel, Groningen, H.D. Tjeenk Willink, 1976.
- Wat is onderwijssociologie? Deventer, Van Loghum Slaterus, 1980.
- Besluitvorming in het onderwijsbestel, in: J.A. van Kemenade (red.), Onderwijs: Bestel en Beleid, Groningen, Wolters-Noordhoff, 1981, p. 329-501.
- De reikwijdte van het onderwijsaanbod in het funderend onderwijs, in: B. Creemers e.a. (red.), De kwaliteit van het onderwijs, Groningen, Wolters-Noordhoff, 1983, p. 16-47.
- Onderwijskwaliteit en de autonomie van scholen, in: B.P.M. Creemers (red.), Deregulering en de kwaliteit van het onderwijs, Groningen, RION, 1994, p. 27-59.
- Onderwijs in verandering; reflecties op een dynamische sector, Groningen, Wolters-Noordhoff, 2001.
- Onderwijs en maatschappelijke verandering; een terugblik op 200 jaar onderwijs en onderwijsbeleid in Nederland, in: P. Boekholt e.a. (red.), Tweehonderd jaar onderwijs en de zorg van de Staat, Assen, Koninklijke Van Gorcum, 2002, p. 11-49.
- Lillo en Liefkenshoek; de geschiedenis van twee Scheldeforten, Brussel, Algemeen Rijksarchief, 2006 en 2009 (acht delen).
- Verstandig onderwijsbeleid, Antwerpen/Apeldoorn, Garant, 2007.
- Fort Sint Martijn op Hoogerwerf, Brussel, Algemeen Rijksarchief, 2011.
- De landgoederen Ekelenberg en Padmos in Steenbergen, Heerhugowaard, GigaBoek, 2012.
- Pieter de la Rocque (1679-1760) en de capitulatie van Hulst in 1747, Broek op Langedijk, GigaBoek, 2014 (met bijlagen op de website van de auteur).
- Het fort Sint Anna in de polder van Namen, Broek op Langedijk, GigaBoek, 2016 (met bijlagen op de website van de auteur).
- Het fort Henricus te Steenbergen, Broek op Langedijk, GigaBoek, 2017.
- Onderwijs in Steenbergen in de 17de en 18de eeuw, Broek op Langedijk, GigaBoek, 2018.
- De stadselite van Steenbergen 1590-1795, Hoofddorp, GiGaboek, 2020.